# Nidum Chess Club
Nidum Chess Club – walijski klub szachowy z siedzibą w Neath. W rozgrywkach uczestniczył także pod nazwą Nidum Liberals.

## Historia
Klub powstał w 1992 roku w wyniku rozłamu w Castell Nedd Chess Club. W 1993 roku zespół zdobył Welsh Challenge Cup, pokonując w finale Pontypool Chess Club 3½:2½, dzięki czemu w tym samym roku zadebiutował w Pucharze Europy. Walijska drużyna przegrała wówczas z Honvéd ASE i CSG Luigi Centurini i zajęła ostatnie, szóste miejsce w grupie. W 1993 roku klub po raz pierwszy wygrał ponadto ligę zachodniej Walii, ogółem triumfując w niej 21 razy. W latach 1996, 1997, 2000, 2001, 2005, 2009 i 2010 zespół zdobył trofeum Welsh KO Cup. W 1998 roku klub pierwszy raz w historii wygrał mecz w europejskich rozgrywkach, pokonując holenderski RMC 4:2. W 2002 roku gościem klubu był Julian Hodgson. W kolejnym roku zespół po raz drugi wygrał Welsh Challenge Cup. W 2007 roku Nidum Chess Club zajął 38. miejsce w Pucharze Europy na 57 uczestników, wygrywając trzy spotkania (z Cwmbran Chess Club, Dritą Suva Reka i Ajoblanco Mérida), a w 2011 po raz ostatni uczestniczył w tych rozgrywkach, zajmując wówczas ostatnie, 62. miejsce. W 2007 roku zespół wygrał Welsh Chess Premier League, później powtórzył to osiągnięcie w latach 2099, 2014 i 2019.